# Vườn quốc gia Kosterhavet
Vườn quốc gia Kosterhavet là khu bảo tồn biển quốc gia đầu tiên của Thụy Điển, được khánh thành vào tháng 9 năm 2009. Nó nằm ở Strömstad và Tanum thuộc Bohuslän, Västra Götaland, Thụy Điển. Nó bao gồm phần biển và bờ biển xung quanh quần đảo Koster, tuy nhiên các đảo lại không thuộc vườn quốc gia. Về phía bắc, Kosterhavet giáp với vườn quốc gia Ytre Hvaler của Na Uy.
Có hơn 6.000 loài sinh vật biển đã được xác định, khoảng 200 loài trong số đó không thể tìm thấy ở bất kỳ một nơi nào khác tại Thụy Điển. Các vịnh hẹp khoét sâu vào khoảng 200 m (660 ft) các đảo Koster, với mức nhiệt độ tại đây là đối thấp, từ -5 đến 7 °C và độ mặn cao (khoảng 35%). Ngành Tay cuộn, bọt biển và ấu trùng san hô được đưa vào vùng biển này bởi các dòng biển từ Đại Tây Dương. Đây là nơi có nhiều loài chim biển quý hiếm bao gồm Nhàn Bắc Cực và Chim cướp biển (Stercorarius), cùng với một số lượng lớn hải cẩu cảng. Cá bơn, cá tuyết (bao gồm cả loài đang nguy cấp là Cá tuyết Đại Tây Dương) và cá hồi nâu có mặt tại các vùng nước nông gần bờ biển.
Việc câu cá ở đây được cho phép, mặc dù vẫn có những quy định đặc biệt được áp dụng. Đây là một khu vực đánh bắt Tôm hồng và Tôm hùm Na Uy quan trọng.